# Kriveni
Kriveni (makedonska: Кривени) är en ort i Nordmakedonien. Den ligger i kommunen Resen, i den sydvästra delen av landet, 100 kilometer söder om huvudstaden Skopje. Kriveni ligger 955 meter över havet och antalet invånare är 145.